# El Crucero, Filomeno Mata
El Crucero är en ort i Mexiko.   Den ligger i kommunen Filomeno Mata och delstaten Veracruz, i den sydöstra delen av landet, 170 km nordost om huvudstaden Mexico City. El Crucero ligger 737 meter över havet och antalet invånare är 508.
Terrängen runt El Crucero är huvudsakligen kuperad. El Crucero ligger uppe på en höjd. Runt El Crucero är det tätbefolkat, med 297 invånare per kvadratkilometer. Närmaste större samhälle är Filomeno Mata, 2,0 km söder om El Crucero. Omgivningarna runt El Crucero är en mosaik av jordbruksmark och naturlig växtlighet.